# Arubracon tricolor
Arubracon tricolor är en stekelart som först beskrevs av Guérin-Méneville 1830.  Arubracon tricolor ingår i släktet Arubracon och familjen bracksteklar. Inga underarter finns listade.